# Dawid Myszka (inżynier)
Dawid Myszka (ur. 1975 w Krakowie) – polski inżynier, profesor Politechniki Warszawskiej, Wydział Mechaniczny Technologiczny Politechniki Warszawskiej, specjalizujący się w dyscyplinach: inżynieria mechaniczna i inżynieria materiałowa. 
Jego działalność naukowa obejmuje m.in. prace z zakresu procesów odlewniczych oraz problematyki obróbki cieplnej stopów metali. Prace badawcze D. Myszki dotyczą w szczególności nowoczesnych procesów obróbki cieplnej żeliwa sferoidalnego oraz prac związanych z projektowaniem i charakteryzacją ultradrobnoziarnistej struktury bainitycznej odlewanych stopów żelaza. W obszarze jego zainteresowań badawczych znajdują się także prace z zakresu technologii drukowania 3D i inżynierii biomedycznej.

## Życiorys
Dawid Myszka ukończył studia z wyróżnieniem na Wydziale Inżynierii Produkcji Politechniki Warszawskiej w 1999 r., uzyskując tytuł magistra inżyniera na kierunku Mechanika i Budowa Maszyn. W 2002 r. otrzymał stypendium Fundacji na rzecz Nauki Polskiej (FNP). W 2003 r. obronił pracę doktorską i uzyskał stopień doktora nauk technicznych. Jego praca doktorska uzyskała pierwszą nagrodę w konkursie FIAT Research Scientific Centre. W latach 2012–2016 prodziekan ds. studenckich Wydział Inżynierii Produkcji Politechniki Warszawskiej. W 2015 r. Rada Wydziału Inżynierii Produkcji Politechniki Warszawskiej nadała mu stopień doktora habilitowanego nauk technicznych. W latach 2016–2020 pełnił funkcję prodziekana ds. studiów niestacjonarnych i anglojęzycznych Wydziału Inżynierii Produkcji Politechniki Warszawskiej Od 2017 r. zatrudniony na stanowisku profesora Politechniki Warszawskiej. Od 2018 r. pełni funkcję lidera Zespołu Odlewnictwa Politechniki Warszawskiej. Dawid Myszka jest autorem lub współautorem ponad 100 publikacji oraz 2 patentów. Promotor i recenzent prac inżynierskich, magisterskich, doktorskich i habilitacyjnych z zakresu inżynierii mechanicznej i inżynierii materiałowej. Współpracuje z otoczeniem społeczno-gospodarczym.

## Wybrane funkcje pełnione poza Politechnika Warszawską
- Członek World Foundry Organization, członek Ferrous Metals Working Group[7]
- Członek Polskiego Towarzystwa Materiałoznawczego PTM[7]
- Członek zarządu Stowarzyszenia Technicznego Odlewników Polskich STOP[8]
- Członek Sekcji Procesów Technologicznych Komitetu Inżynierii Materiałowej i Metalurgii Polskiej Akademii Nauk[9]
- Członek Komitetu Odlewnictwa Polskiej Akademii Nauk
- Przewodniczący Komisji Młodzieży FSN-NOT[10]
- Redaktor naczelny czasopisma Polish Technical Review[3]

## Patenty[2]
- Patent nr PL 236500, zgłoszenie: 2018-07-23, publikacja: 2021-01-25, Wieczorek Andrzej, Adam Gołaszewski, Wasiak Krzysztof, Wasiluk Kamil, Marciniak Szymon, Świątnicki Wiesław, Myszka Dawid, Skołek Emilia, Tuszyński Waldemar, Sposób wytwarzania kół zębatych
- Patent nr PL 375823, zgłoszenie: 2005-06-21, publikacja: 2006-12-27, Myszka Dawid, Tybulczuk Jerzy, Sposób obróbki cieplnej żeliwa sferoidalnego

## Wybrane nagrody i wyróżnienia
- 2023, 2015, 2011, 2008, 2005, 2004, 2003 – zespołowa nagroda stopnia JM Rektora PW za osiągnięcia w nauce[2]
- 2020, 2017 – nagroda JM Rektora PW za osiągnięcia organizacyjne[11]
- 2019 – Medal Komisji Edukacji Narodowej[12]
- 2019 – tytuł Srebrnego Inżyniera Naczelnej Organizacji Technicznej[13]
- 2011 – nagroda JM Rektora PW za osiągnięcia dydaktyczne[11]

## Wybrane publikacje
- Myszka, D. (2021). Cast Iron–Based Alloys. In: Rana, R. (eds) High-Performance Ferrous Alloys. Springer, Cham., 153-210; DOI: 10.1007/978-3-030-53825-5_5
- Myszka D., Technologiczne aspekty przemiany odkształceniowej w żeliwie sferoidalnym ausferrytycznym, Prace Naukowe Politechniki Warszawskiej – Mechanika, Oficyna Wydawnicza Politechniki Warszawskiej, Warszawa 2014, s. 1–100.
- R.Haratym, R.Biernacki, D.Myszka, Ekologiczne wytwarzanie dokładnych odlewów w formach ceramicznych, Oficyna Wydawnicza Politechniki Warszawskiej, Warszawa 2008, s. 1–164
- D.Myszka, M.Kaczorowski, J.Tybulczuk, Żeliwo sferoidalne ausferrytyczne – bezpośrednio hartowane izotermicznie, Wyd. Instytutu Odlewnictwa, Kraków 2003, s. 1–87